# Aurel Țicleanu
Aurel Țicleanu (Teliucu Inferior, 20 de janeiro de 1959) é um ex-futebolista, atualmente treinador de futebol romeno que competiu no Campeonato Europeu de Futebol de 1984. Atualmente treina o Qatar SC.

## Títulos

### Jogador
Universitatea Craiova
- Campeonato Romeno: 1979-80, 1980-81
- Copa da Romênia: 1976-77, 1977-78, 1980-81, 1982-83

### Treinador
Dinamo Tirana
- Copa da Albânia: 2003-2004